# Chuck Carr
Chuck Carr (San Bernardino, California, 10 de agosto de 1967 - 13 de noviembre de 2022) fue un beisbolista estadounidense que jugaba en la posición de jardinero central.

## Carrera
Lideró a la Liga Nacional en bases robadas en la temporada de 1993 con los Florida Marlins con 58 y ayudó a los Houston Astros a ganar el título de la División Central en 1997.
En su carrera de ocho años en la MLB jugó 507 partidos donde conectó 435 hits, anotó 254 carreras, 81 dobles, 7 tríples, 13 HR, 123 carreras impulsadas, 144 bases robadas, 149 bases por bolas, promedio de .254, .316 promedio de embasarse, .332 porcentaje de slugging, 569 bases totales, 30 toques de sacrificio, 10 flies de sacrificio y 4 bases intencionales.
Es recordado cuando abandonó a los Milwaukee Brewers en 1997 al cuestionar al entonces mánager Phil Garner sus decisiones. Ese año jugó playoffs con los Houston Astros y en su primer turno en postemporada conectó un cuadrangular a John Smoltz en el juego 3 de la NLDS ante Atlanta Braves. Ese sería su último cuadrangular en su carrera en MLB.

## Equipos
| Club                | Periodo   |
| ------------------- | --------- |
| New York Mets       | 1990–1991 |
| St. Louis Cardinals | 1992      |
| Florida Marlins     | 1993–1995 |
| Milwaukee Brewers   | 1996–1997 |
| Houston Astros      | 1997      |
| Mercuries Tigers    | 1998      |

## Logros
- Líder en Bases Robadas en Liga Nacional 1993.